# IWI Galil
Galil è un fucile d'assalto progettato da Yisrael Galil e Yaacov Lior verso la fine degli anni '60 e prodotto a partire dal 1972. Basato sull'Rk 62 della Valmet, che a sua volta è un derivato dell'AK-47, è attualmente in dotazione alle forze armate israeliane.

## Storia
Il progetto Galil fu varato dopo la guerra dei sei giorni e risultò vincitore della selezione fra i progetti presentati eseguita da parte delle forze armate israeliane.
Il progetto si basava sul fucile finlandese Valmet Rk 62, a sua volta un derivato dell'AK-47.
I primi fucili furono disponibili nel 1972, poco prima della guerra dello Yom Kippur.
Il progetto mirava a fare del Galil il principale fucile d'assalto di produzione interna in dotazione alle forze armate di Israele.
Il Galil venne usato durante la guerra del Libano nel 1982, tuttavia verso la metà degli anni '80 venne considerato un prodotto non ottimale.

## Descrizione
Il Galil funziona con un pistone a corsa lunga per la sottrazione dei gas; questo conferisce all'arma un'elevata affidabilità e rari inceppamenti persino in ambiente desertico.  Questo fucile ha però il difetto del peso (3,9 kg, paragonabile all'AR 70/90), infatti è più pesante di circa 1 kg rispetto all'M16A1.
Per questo motivo viene considerato un'arma ingombrante per la fanteria, nonostante la sua compattezza l'abbia reso piuttosto popolare tra le truppe (Galil 840/614 mm rispetto a M16A1 986 mm). Gli accessori del Galil comprendono un caricatore, un visore notturno al trizio, e persino un apribottiglie, per evitare che i soldati usino l'arma in maniera inappropriata rischiando così di rovinarla. Il Galil in calibro 5,56 NATO vista la sua discendenza dal Kalashnikov risultava affidabilissimo, inoltre durante i test militari italiani risultò il più preciso tra i concorrenti nel tiro a raffica sia in apposita morsa che nell'uso manuale.
Al contrario degli israeliani (che più che altro usano i fucili d'assalto per compiti di polizia e antiterrorismo) che preferivano il più leggero e rapido da ricaricare M16, l'esercito del Sud Africa lo adottava massicciamente addirittura con canna pesante, per essere utilizzato meglio nel tiro a raffica contro gruppi di rivoltosi violenti che all'epoca non avevano ancora raggiunto la parità dei diritti civili. Sebbene alla fine dove sia stato meno apprezzato è stato proprio in patria, ciò è accaduto anche perché le forze armate israeliane, a differenza di altre nazioni, si dedicano più spesso alla manutenzione ordinaria e straordinaria alle proprie armi, quindi anche un'arma non particolarmente affidabile come l'M16, non mostrando i suoi limiti risultava favorita al Galil.
Oggi è stato sostituito dall'israeliano TAR-21 Tavor come A.R. standard dello stato di Israele.

## Varianti
- Galil AR: Versione standard, disponibile in 5,56 mm e 7,62 mm.
- Galil ARM: Versione per fuoco sostenuto, dotata di maniglia e bipiede. Disponibile in 5,56 mm 7,62 mm.
- Galil SAR: Versione carabina con una canna più corta.
- Galil Sniper: Canna pesante, bipiede, ottica montata e calcio pieghevole. Disponibile solo in 7,62 mm.
- Galil MAR: Mantiene le caratteristiche interne del Galil originale con un telaio completamente nuovo.
- Magal: Una carabina variante della versione MAR, in dotazione alle forze dell'ordine.
- SR-99: Versione modernizzata del Galil Sniper.

### Variante ucraina
- Fort-301: versione ucraina da 7,62 × 51 mm NATO

## Utilizzatori
- Bolivia
- Botswana
- Camerun: utilizzato dalle guardie presidenziali.
- Cile
- Colombia: fucile standard in dotazione alle forze armate. Prodotto sotto licenza dalla Indumil.[1]
- Costa Rica
- El Salvador
- Estonia: utilizza la versione 5,56mm del Galil AR, SAR, ARM e il Galil Sniper 7,62.[2][3][4][5]
- Filippine
- Gibuti
- Guatemala
- Honduras
- India
- Indonesia
- Israele
- Italia: costruita dalla Bernardelli come VB-SR; originariamente un semplice clone del Galil AR, modificato successivamente come una copia del Galil SAR con l'utilizzo di caricatori STANAG. Questa versione fu poi sottoposta nei tardi anni ottanta ai test per l'adozione da parte delle Forze armate italiane (gara vinta alla fine dal Beretta AR70/90) e acquistata in piccole quantità dai NOCS. Uscì dalla produzione poco dopo.
- Messico: utilizzato dalla polizia federale e di stato.
- Mongolia: unità specializzate hanno ricevuto piccoli quantitativi del Galil SAR, del Micro Galil e del Galil Sniper.
- Birmania
- Nepal
- Nicaragua
- Perù
- Portogallo: utilizzato solo da unità scelte di paracadutisti.
- Rep. Dominicana: utilizzato dal Comando Especial Antiterrorista.
- Sudafrica: fucile d'assalto standard. Prodotto sotto licenza come R4 dalla Vektor (divisione della Denel).
- Tonga
- Trinidad e Tobago

## Il Galil nella cultura di massa
- In ambito cinematografico, il Galil compare nel film Taken: La vendetta (in versione Micro-Galil).
- In ambito videoludico, compare in Call of Duty: Black Ops (in versione IMI), Black Ops 2 (in versione IMI), Syphon Filter: The Omega Strain (in versione AR e SG-1), in Counter-Strike: Global Offensive (in versione AR) e in Far Cry 4 col nome A52.